# Sambodrome
Un sambodrome est un lieu destiné au défilé de samba au Brésil et dans les pays avoisinants.

## Principaux sambodromes

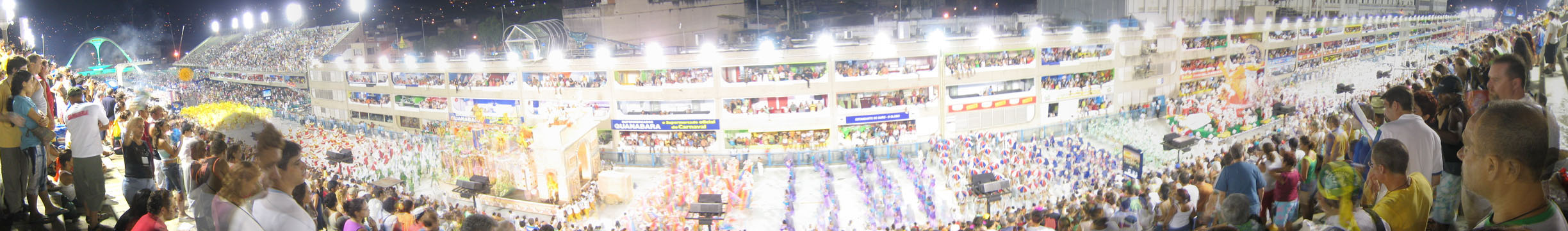
Un sambodrome

- Sambodrome Marquês de Sapucaí à Rio de Janeiro.
- Sambódromo do Anhembi à São Paulo.
- Sambódromo do Anhembi II à São Paulo (région ouest).
- Aldeia de Cultura Amazônica Davi Miguel à Belém.
- Passarela Nego Querido à Florianópolis.
- Sambão do Povo à Vitória.
- Centro de Convenções de Manaus à Manaus.
- Escola Sambódromo de Artes Populares à Macapá.
- Sambodrome de Gualeguaychú à Gualeguaychú, en Argentine.